# Catherine Cortez Masto
Catherine Marie Cortez Masto (Las Vegas, 29 de marzo de 1964) es una abogada y política estadounidense senadora senior por Nevada. Es miembro del Partido Demócrata.
Se graduó en la Universidad de Reno, Nevada, de la Universidad Gonzaga. Trabajó durante cuatro años como abogada civil en Las Vegas y durante dos años como fiscal general en Washington D. C.. Ejerció como abogada general de Nevada durante seis años, de 2007 a 2015. Elegida senadora en 2016, fue la primera mujer en representar al estado de Nevada en el Senado y la primera latina elegida al Senado, reemplazando a Harry Reid. Asumió el cargo el 3 de enero de 2017.